# 45 del Bover
45 del Bover (45 Bootis) és un estel a la constel·lació del Bover, (Bootes) de magnitud aparent +4,93. S'hi troba a 64 anys llum del sistema solar.
45 del Bover és un estel blanc-groc de tipus espectral F5V amb una temperatura superficial de 6.516 - 6.528 K. És 3,54 vegades més lluminosa que el Sol i té un radi de 1,37 radis solars. Gira sobre si mateixa amb una velocitat de rotació d'almenys 44,4 km/s. No s'ha detectat excés en l'infraroig ni a 24 ni a 70 μm, cosa que en principi descarta la presència d'un disc circumestel·lar de pols al voltant d'ella. La seva massa és un 38% major que la del Sol i té una edat estimada d'entre 1.200 i 1.600 milions d'anys.
45 del Bover exhibeix una metal·licitat comparable a la del Sol ([Fe/H] = +0,02). Altres elements avaluats presenten nivells dispars; mentre que el sodi és més abundant que en el Sol —la seva abundància relativa és un 50% superior a la solar—, titani i níquel són menys abundants. El contingut d'aquest últim metall és menys de la meitat de l'existent en el nostre Sol.
45 del Bover forma part de l'Associació estel·lar de l'Ossa Major. γ Leporis i ρ Capricorni són dos membres d'aquesta associació i les seves característiques són molt semblades a les de 45 Bootis.